# رزاق آبالورا
رزاق آبالورا (انگلیسی: Razak Abalora؛ زادهٔ ۴ سپتامبر ۱۹۹۶) بازیکن فوتبال اهل غنا است.
وی همچنین در تیم ملی فوتبال غنا بازی کرده است.